# Rodero
Rodero é uma comuna italiana da região da Lombardia, província de Como, com cerca de 1.073 habitantes. Estende-se por uma área de 2 km², tendo uma densidade populacional de 537 hab/km². Faz fronteira com Bizzarone, Cagno, Cantello (VA), Valmorea, Stabio (Suíça).

## Demografia
| Variação demográfica do município entre 1861 e 2011                               |
|                                                                                   |
| Fonte: Istituto Nazionale di Statistica (ISTAT) - Elaboração gráfica da Wikipedia |